# Composition métaphysique avec tête de Jupiter
Composition métaphysique avec tête de Jupiter est un tableau réalisé par le peintre italien Giorgio De Chirico vers 1970. Cette huile sur toile est une nature morte métaphysique représentant notamment une tête et un pied sculptés sur une surface plane où se projette une ombre. Elle est conservée au musée d'Art moderne de Paris, à Paris.

## Expositions
- Giorgio de Chirico, aux origines du surréalisme belge. René Magritte, Paul Delvaux, Jane Graverol, Beaux-Arts Mons, Mons, 2019 — no 20, p. 91.